# بوورا
بوورا (به اسپانیایی: Bobera) یک منطقهٔ مسکونی در اسپانیا است که در گاریگوس واقع شده‌است. بوورا ۳۱٫۱ کیلومتر مربع مساحت دارد ۲۹۷ متر بالاتر از سطح دریا واقع شده‌است.